# Hsiung Feng IIE
Pour les articles homonymes, voir Hsiung.
Conçu par l'institut des sciences et de la technologie Chungshan, le Hsiung Feng IIE ou HF-2E (en chinois : 雄風二E, signifiant « vent courageux 2E ») est un missile de croisière développé à Taïwan. Il est basé sur un missile plus ancien, le Hsiung Feng II.

## Conception et développement
D'après Taiwan Defense Review (TDR), le missile HF-2E ne serait pas un dérivé du HF-2, comme il est souvent affirmé par erreur. L'utilisation de la désignation « HF-2E » est la première responsable de cette confusion, cette manœuvre ayant été intentionnellement entreprise afin de semer le trouble et détourner l'attention de la vraie nature du projet. Le missile est en fait d'une conception totalement différente et serait très similaire au RGM-109 Tomahawk de la marine américaine. Sa masse au lancement oscillerait entre les 1 500 et 1 587 kg, en incluant l'accélérateur de départ.
Il s'agit essentiellement d'un missile de croisière tactique d'attaque terrestre, conçu pour être employé contre les installations militaires fixes, en particulier les unités de défense antiaérienne et les bâtiments de commandement. La taille relativement réduite de sa charge militaire et le nombre assez limité de missiles prévus en dotation dans l'inventaire taïwanais semblent indiquer qu'il ne s'agit pas d'une arme de premier assaut.
Le projet fut annoncé pour la première fois en 2001. Après plusieurs tirs de tests effectués en 2004 et début 2005 au champ de tir de missiles de Jiu Peng, au sud-est de Taïwan, le HF-2E de base (Block I) acheva son évaluation opérationnelle en 2005, en effectuant un circuit à basse altitude au-dessus de la côte sud-est de l'île, entre Pingtung et l'île de Lanyu. Il fut plus tard rapporté qu'une version améliorée du HF-2E était testée à Jui Peng, le 2 février 2007. Le 10 janvier 2006, l'hebdomadaire Jane's Defence Weekly rapporta que Taïwan avait fabriqué trois prototypes du HF-2E et prévoyait de construire jusqu'à 50 missiles pour l'année 2010, et jusqu'à 500 missiles pour après 2010. Les missiles ont une portée de plus de 600 km et pourraient menacer des villes importantes de la Chine, comme Shanghai. Le magazine affirme que le missile serait même capable d'atteindre les 1 000 km de portée s'il était équipé avec un turboréacteur plus puissant d'origine américaine, même si pour le moment les américains se refusent à fournir une telle technologie à Taïwan en raison de leur adhésion au régime de contrôle de la technologie des missiles.
Le missile sera d'abord déployé opérationnellement depuis des lanceurs terrestres mobiles. Les véhicules transporteront les HF-2E à l'intérieur de caissons de protection et de lancement en aluminium, avec les ailes et les gouvernes rétractées, d'une manière assez similaire à celle employée par les lanceurs sur remorques tirant les missiles sol-air Tien Kung et les versions de défense côtière du Hsiung Feng II. Les lanceurs seront certainement basés à l'intérieur d'installations durcies, leur déploiement étant opéré à distance par des sites de commandement, lors des situations d'alerte.
La production à faible cadence du Block I aurait commencé en juillet 2005, et 5 missiles auraient été fabriqués, sur les fonds privés que l'entreprise avait dédiés à la mise au point de l'arme. Le coût unitaire du missile fut estimé à environ 3,08 millions de dollars (valeur 2003). Un autre rapport, publié en 2006 affirma que trois batteries, comprenant 24 lanceurs mobiles et un stock de 48 missiles, étaient arrivées à l'étape finale de leurs tests et qu'elles allaient être déployées dans les deux années à suivre. Le missile était initialement en production à petite cadence, sous le nom de projet ChiChun (en chinois : 戟隼), mais un rapport du journal Taipei Times affirma que le président Ma Ying Jeou avait ordonné la fabrication de 300 missiles en 2008,. En 2011, le missile a été autorisé à entrer en production en grande série. En 2018, des médias annonce qu'il est déployé dans le comté de Taoyuan.
Des experts ont déclaré que le premier lot de production de missiles HF-2E avait été limité à une portée conservatrice de 600 km en 2008 en raison d'une décision politique prise par le président Ma Ying-jeou, qui minimisait constamment les menaces militaires posées par la Chine et cherchait à ne pas contrarier Pékin. Su Chi (en), secrétaire général du Conseil de sécurité nationale sous l'autorité de Ma de 2008 à 2010, était connu pour être un opposant farouche aux HF-2E et à d'autres programmes de missiles longue portée. Il a bloqué plusieurs propositions antérieures d'extension du portée des missiles.
Depuis que Tsai Ing-wen du Parti progressiste-démocrate est devenue présidente en 2016, le désir du gouvernement de Taipei de prendre des mesures d'apaisement envers Pékin s’est considérablement estompé. Des rapports ont commencé à faire surface en 2017 selon lesquels Taïwan retirait ses gants pour renforcer ses programmes de missiles de croisière et de missiles balistiques face à la Chine.
Le changement d'attitude des États-Unis est un facteur clé permettant à Taïwan d'améliorer et d'élargir la portée des missiles HF-2E au fil des ans. Les précédentes administrations américaines avaient hésité à fournir à Taïwan des composants utilisés dans la fabrication de systèmes de guidage pour les missiles de croisière, craignant que Pékin ne les considère comme des armes offensives.
Sous le présidence de Donald Trump, toutefois, les responsables américains de la défense ont lentement commencé à surmonter les objections de longue date et fournissent un soutien technologique dans ce domaine. En début d’année 2018, des médias écrivent que des responsables américains avaient levé une restriction visant à fournir à Taïwan des gyrolasers, composants essentiels de la fabrication des systèmes de guidage du HF-2E, qui garantissent la précision d'un missile lors d'une attaque à longue portée.
En novembre 2018, on annonce que la construction de ce premier lot d'au moins 240 missiles était sur le point de terminer. La deuxième phase de production des missiles HF-2E débute en 2019, avec lot d'au moins 100 missiles HF-2E à plus longue portée, 1 200 ou 1 500 km selon les sources, seront construits et un budget de 13,6 milliards de dollars NT (environ 440 millions de dollars) 
En 2022, le ministère de la Défense de Taiwan déclare pouvoir construire jusqu'à 113 missiles par an après la mise en service des installations de fabrication de l'Institut des sciences et technologies de Chungshan.

## Caractéristiques
Le HF-2E de base serait propulsé par un turboréacteur à double flux fabriqué localement, et qui produirait une poussée voisine de 3,1 kN. Il aurait été développé par l'institut Chungshan en se basant en partie sur la technologie du moteur Microturbo 078 utilisé dans les missiles anti-navires Hsiung Feng II. Lorsqu'il est équipé de sa charge militaire unitaire hautement explosive (HE), sa portée serait de 600 km. D'autres types de charges militaires seraient en cours de développement, telles des sous-munitions à fragmentation et une charge de pénétration pour les abris durcis. Taiwan Defense Review rapporta également qu'à travers de lourdes modifications du moteur existant du missile, combinées à une nouvelle conception et une diminution des systèmes électroniques et de contrôle, le fabricant était en mesure de libérer suffisamment de place à l'intérieur de l'arme pour lui permettre d'embarquer plus de carburant et allonger sa portée maximale à 1 000 km. Defense News déclara cependant que l'autre version du missile n'était qu'une version d'une portée de 800 km. L'objectif final est de développer un missile ayant une portée de près de 2 000 km, grâce à l'emploi d'un moteur plus puissant et moins gourmand, et peut-être une charge militaire plus légère. Il est tiré depuis un remorque pouvant emporter quatre missiles.
La version HF-2E Block I est guidée par un système de navigation inertielle associé à un récepteur GPS et à des mises à jour cartographiques. Lors de la phase finale de son vol, il emploie une caméra à imagerie thermique reliée à un système digital de reconnaissance des cibles. La caméra est également employée pour identifier un point d'impact optimal sur la cible visée. L'image prise de la cible est comparée à diverses images numériques stockées à l'intérieur de l'ordinateur de guidage du missile. La vitesse de croisière du HF-2E Block I est dans le domaine du haut-subsonique, généralement entre Mach 0.75 et 0.85. Quand le missile approche de la zone hostile, il descend à une altitude comprise entre 15 et 30 m. Lors de l'attaque finale, il reprend de l'altitude, afin d'éviter de potentiels obstacles du terrain et pour permettre à la caméra thermique d'accrocher la cible et de déterminer le meilleur point d'impact sur cette dernière. Une fois la cible accrochée, le missile plonge sur elle. Selon le rapport publié par Taiwan Defense Review, le missile aurait une précision avant attaque finale d'environ 15 m.

## Utilisateur
- Taïwan